# Tavo
A Tavo egy olaszországi folyó, mely a Gran Sasso d’Italia egyik csúcsának, a Monte Guardiolának (1828 m) a lejtőiről ered. Átszeli L’Aquila valamint Pescara megyéket, és Cappelle sul Tavo község mellett a Finóval egyesülve létrehozza a Salinet. Mellékfolyói a Fosso dei Canneto és a Gallero.